# Aachener Printen

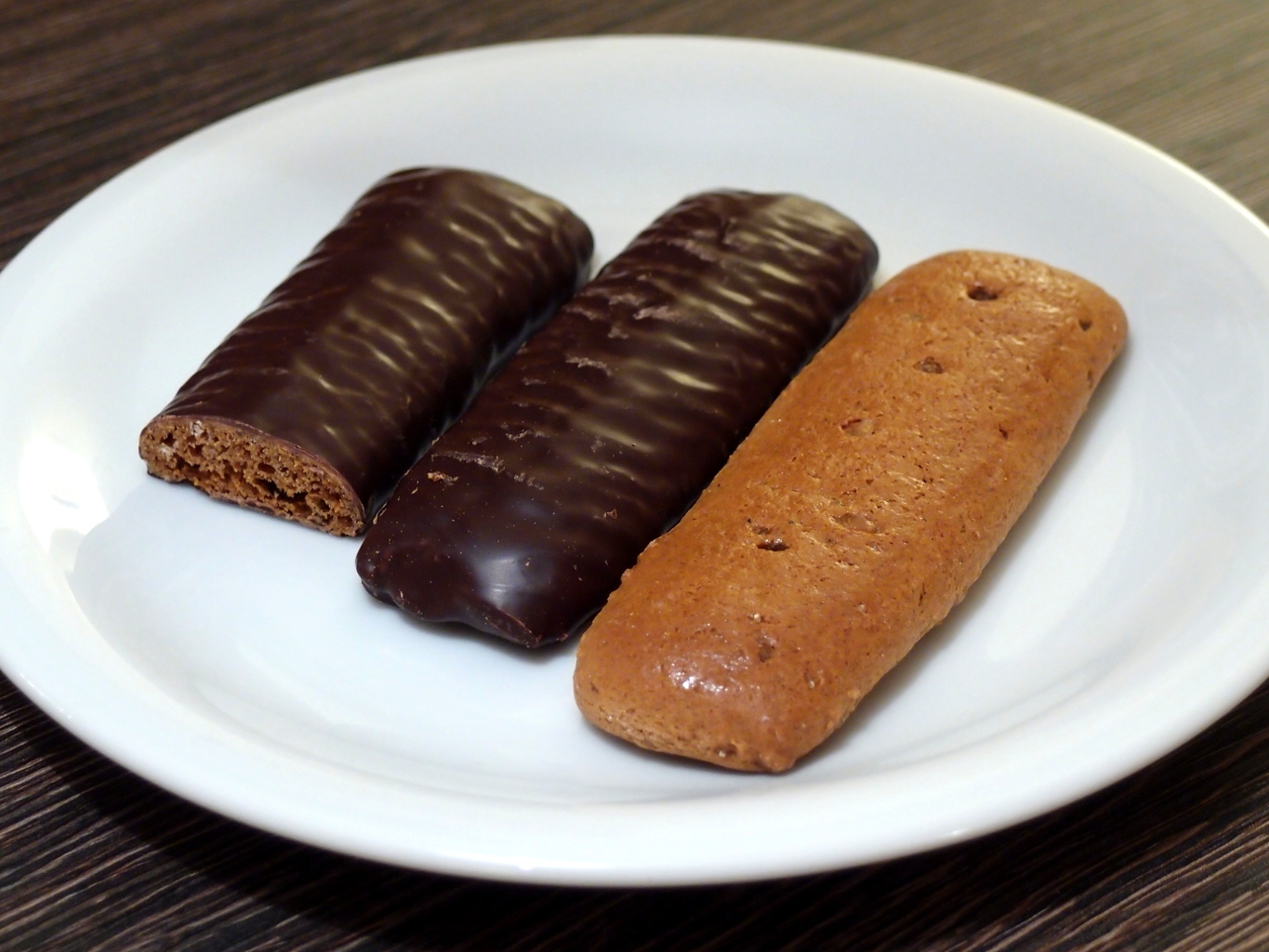
Printen met chocolade links, met kruiden rechts

Aachener Printen zijn een soort bruine peperkoeken afkomstig uit de stad Aken in Duitsland. Ze werden oorspronkelijk gezoet met honing. Tegenwoordig worden ze meestal gezoet met een siroop van suikerbieten.
De term is een beschermde geografische aanduiding, wat betekent dat alle fabrikanten in of nabij Aken gevestigd moeten zijn.

## Geschiedenis
De Aachener Printen zijn ten minste gedeeltelijk ontstaan als gevolg van de vele pelgrims die de Dom van Aken wilden bezoeken. De Printen waren waarschijnlijk geïnspireerd door Dinantse koek, die meestal in de vorm van figuratieve voorstellingen of artistieke vlechten werd gebakken. Gebildbrot kwam in de 15e eeuw naar Aken door smeden die immigreerden. Het werd al snel populair onder de bakkers van de stad. Ze maakten een zacht deeg, gezoet met honing, dat ze in prachtig gesneden bakvormen drukten, waarop heiligen en andere figuren waren afgebeeld. 
De Aachener Printen ontstonden in 1806, toen de Franse keizer Napoleon de Britse handelsroutes blokkeerde en daarmee ook de aanvoer van rietsuiker en honing naar Aken. Dit waren de belangrijkste ingrediënten voor gebak. De bakkers vervingen de zoetstoffen door suiker en siroop van lokale bieten. Een bakker, Henry Lambertz, bedacht het idee om het deeg uit te rollen over verhoogde vormen. 
De stevige koekjes kunnen efficiënt in grote hoeveelheden worden geproduceerd en zijn ideaal als proviand voor op reis. Ze zijn dan ook ver buiten Aken bekend. De Lambertz-Gruppe, opgericht in 1688, is de oudste en grootste fabrikant van Printen in Aken.

## Productie

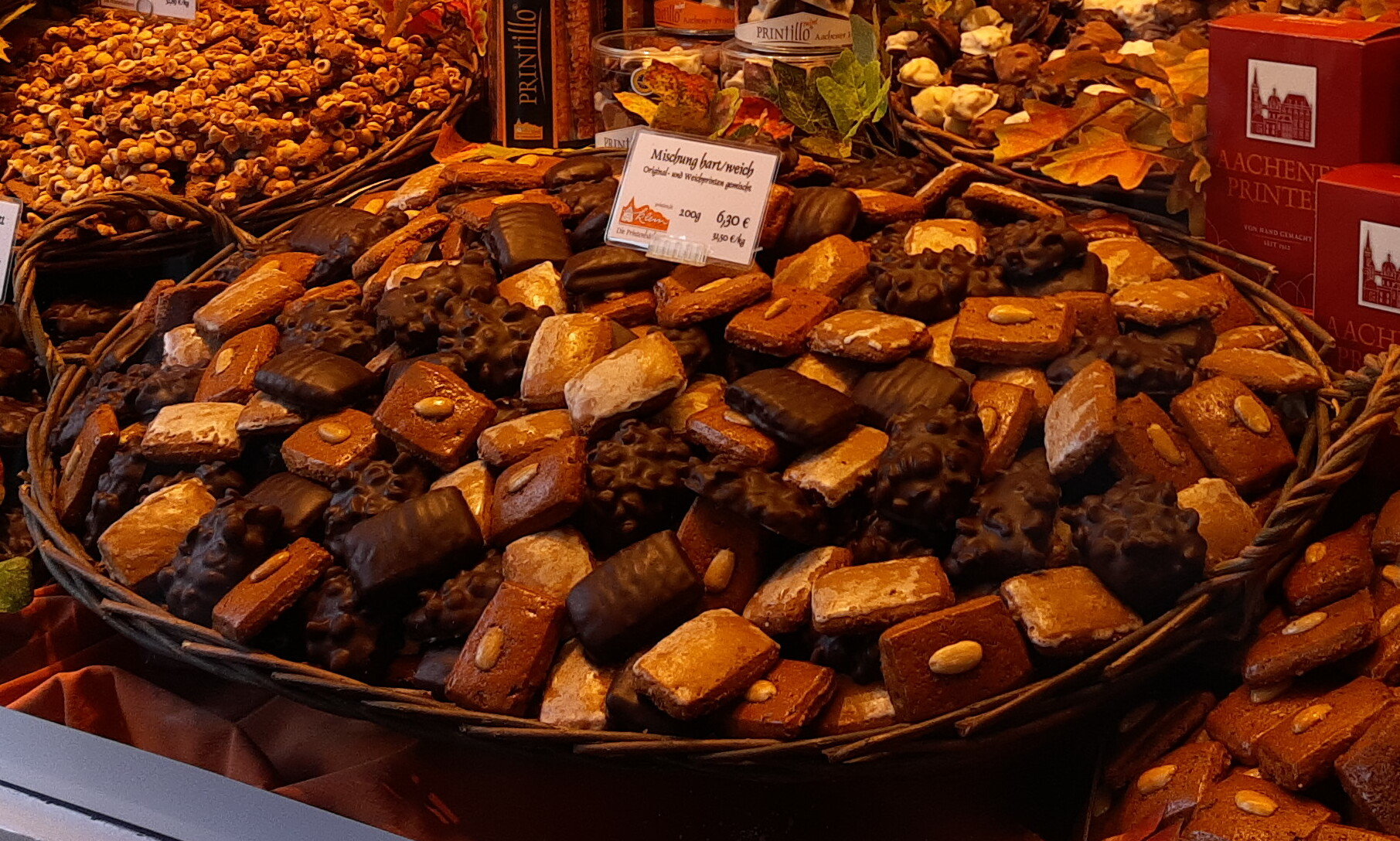
Uitstalling van Printen in een Akense bakkerij

Oorspronkelijk werden de Aachener Printen gezoet met honing, maar tegenwoordig worden ze gezoet met de siroop van suikerbieten. De traditie van het zoeten met suikerbieten bleef ook bestaan nadat Napoleon verslagen was en de Franse bezetting werd opgeheven.
Printen worden gemaakt van verschillende ingrediënten, waaronder kaneel, anijs, kruidnagel, kardemom, koriander, piment en gember. De exacte samenstelling van deze ingrediënten is echter een goed bewaard geheim van de individuele Printen-bakkerijen.
Naast de originele Printen bestaan er ook Printen met noten (meestal amandelen), omhuld met chocolade of glazuur en marsepein.